# Derek Anderson
Derek Lamont Anderson (Louisville, Kentucky, 18 de julio de 1974) es un exbaloncestista estadounidense que disputó doce temporadas en la NBA. Con 1,96 metros de altura, jugaba en la posición de base.

## Carrera

### Universidad
Después de ser elegido como uno de los mejores jugadores de high school de su estado, comenzó jugando la liga universitaria con la Universidad de Ohio State, donde permaneció dos años. Tras ese periodo, se fue a la Universidad de Kentucky, a la cual ayudó a proclamarse campeona de la NCAA en 1996.
Como colegial promedió 12,4 puntos, 3,8 rebotes y 3,2 asistencias.

### NBA
Fue elegido en el Draft de la NBA de 1997 por los Cleveland Cavaliers, en el puesto 13 de la primera ronda. En su primera temporada, saliendo desde el banquillo, consiguió unos promedios de 11,7 puntos y 3,4 asistencias, que le colocaron el segundo mejor equipo de rookies de la temporada.
Toda su carrera ha estado plagada de lesiones, que le han impedido brillar, y que le han supuesto un ir y venir por diferentes equipos de la liga. en su última temporada como universitario se rompió el ligamento cruzado anterior, y a partir de ahí vinieron otras muchas lesiones.
A principios de la temporada 2006-07 firmó como agente libre por los Charlotte Bobcats, un equipo de reciente creación.

## Estadísticas

### Temporada regular
| Año     | Equipo      | PJ  | PT  | MPP  | %TC  | %3P  | %TL  | RPP | APP | ROB | TPP | PPP  |
| ------- | ----------- | --- | --- | ---- | ---- | ---- | ---- | --- | --- | --- | --- | ---- |
| 1997–98 | Cleveland   | 66  | 13  | 27.9 | .408 | .202 | .873 | 2.8 | 3.4 | 1.3 | .2  | 11.7 |
| 1998–99 | Cleveland   | 38  | 13  | 25.7 | .398 | .304 | .836 | 2.9 | 3.8 | 1.3 | .1  | 10.8 |
| 1999–00 | Los Angeles | 64  | 58  | 34.4 | .438 | .309 | .877 | 4.0 | 3.4 | 1.4 | .2  | 16.9 |
| 2000–01 | San Antonio | 82  | 82  | 34.9 | .416 | .399 | .851 | 4.4 | 3.7 | 1.5 | .2  | 15.5 |
| 2001–02 | Portland    | 70  | 27  | 26.6 | .404 | .373 | .856 | 2.7 | 3.1 | 1.0 | .1  | 10.8 |
| 2002–03 | Portland    | 76  | 76  | 33.6 | .427 | .350 | .859 | 3.5 | 4.3 | 1.2 | .2  | 13.9 |
| 2003–04 | Portland    | 51  | 46  | 35.5 | .376 | .305 | .824 | 3.6 | 4.5 | 1.3 | .1  | 13.6 |
| 2004–05 | Portland    | 47  | 32  | 26.4 | .389 | .384 | .805 | 2.7 | 3.0 | .8  | .1  | 9.2  |
| 2005–06 | Houston     | 20  | 8   | 29.1 | .393 | .284 | .836 | 4.2 | 2.7 | .8  | .2  | 10.8 |
| 2005–06 | Miami       | 23  | 3   | 20.2 | .308 | .313 | .842 | 2.6 | 2.1 | .3  | .1  | 5.8  |
| 2006–07 | Charlotte   | 50  | 32  | 23.8 | .429 | .355 | .877 | 2.3 | 2.7 | 1.0 | .1  | 8.0  |
| 2007–08 | Charlotte   | 28  | 0   | 14.1 | .376 | .365 | .737 | 1.9 | 1.6 | .4  | .0  | 5.0  |
| Total   |             | 615 | 390 | 29.2 | .408 | .341 | .853 | 3.2 | 3.4 | 1.1 | .1  | 12.0 |

### Playoffs
| Año     | Equipo      | PJ | PT | MPP  | %TC  | %3P  | %TL  | RPP | APP | ROB | TPP | PPP  |
| ------- | ----------- | -- | -- | ---- | ---- | ---- | ---- | --- | --- | --- | --- | ---- |
| 1997–98 | Cleveland   | 4  | 0  | 25.8 | .455 | .000 | .885 | 2.3 | 2.8 | 1.2 | .2  | 10.8 |
| 2000–01 | San Antonio | 7  | 7  | 27.7 | .262 | .273 | .762 | 2.7 | 2.4 | .4  | .0  | 7.7  |
| 2001–02 | Portland    | 3  | 0  | 25.3 | .433 | .333 | .889 | 2.3 | 2.3 | .7  | .0  | 14.7 |
| 2002–03 | Portland    | 2  | 2  | 11.0 | .250 | .000 | .000 | .5  | .0  | .0  | .0  | 1.0  |
| 2005–06 | Miami       | 8  | 0  | 8.3  | .300 | .357 | .875 | 1.1 | .6  | .2  | .0  | 3.0  |
| Total   |             | 24 | 9  | 19.2 | .336 | .302 | .838 | 1.9 | 1.7 | .5  | .0  | 7.0  |

## Logros personales
- Elegido en el segundo mejor equipo de rookies en 1998.
- 4º mejor lanzador de tiros libres en 1998 (87,3%).